# Liste d'écrivains nigériens
Cette liste, non exhaustive, à compléter, vise à recenser les écrivains nigériens, en toute langue.
Elle peut retenir quelques noms d'écrivains non nigériens d'avant l'indépendance, et des écrivains de la diaspora.

## Liste alphabétique

### A
- Hima Adamou (1936–2017)
- Idé Adamou (1951-), poète et romancier.
- Ousmane Amadou (1948-), poète, romancier, avocat et journaliste.
- Aliou Boubacar Modi (2001), poète, conteur, nouvelliste.._ Parmi ses œuvres : "Les Larmes de deux monde" ; "Une possession impossible" ; "Haïkus pour un monde meilleur"...
- Amadou Hassane Hassane (2000)

Parmi ses œuvres : "L'Amour et la réussite : la réussite, une réponse " ; "L'Hymne du cœur affligé" ; "Voyage spirituel : la nuit n'est pas que repos"...

### B
- Djibo Bakary (1922-1998), homme politique et écrivain.
- Saley Boubé Bali (1963)
- Ada Boureïma (1945-), journaliste, auteure, Le baiser amer de la faim (2005)
- Bachir Inoussa Bazanfaré (1998-), étudiant, auteur, au rythme d'une vie plurielle (2023)

### C
- Andrée Clair, née et morte en France (1916-1982), ethnographe, auteure (enfance)
- Harouna Coulibaly (écrivaine) (de) (1962-), réalisatrice, auteure

### D
- Mahamane Dan Dobi (1923-1981), homme politique, dramaturge, L’aventure d’une chèvre (1955), La légende de Kabrin Kabra (1957)...
- Chaïbou Dan Inna (de) (1952-), homme politique, dramaturge, La Théâtralité en pays hausa (thèse)...
- Amadou Diado (de) (1940-), journaliste, Maimou ou le drame de l’amour (1972), Essai sur la presse écrite au Niger (1977)
- Alfred Dogbé (de) (1962-2012), romancier, dramaturge, Le blâme (2001), Les conquêtes du roi Zalbarou (2002)...
- Yazi Dogo (de) (1942-), homme de théâtre, Riga ba Wuya

### F
- Azonhon Faton (1957-2008), homme de théâtre, La langue mielleuse (1981)...

### G
- Boureima Gazibo (1959-2012), postier, poète, nouvelliste, romancier, dramaturge,Niger

### H
- Mahamadou Halilou Sabbo (1937-), romancier, dramaturge, Aboki ou L’appel de la côte (1978)...
- Boubou Hama(1906-1982), homme politique et écrivain[1]
- Boubacar Hama Beidi (1951-), pédagogue, ethnographe, homme politique, La sagesse pratique. Proverbes en fulfulde transcrits, traduits, et expliqués (1991)...
- Hawad (1950-), poète et peintre touareg, vivant en France,

### I
- Adamou Idé (1951-), Cri inachevé (1984)...
- Albert Issa (1943-1993), poète
- Ibrahim Issa (de) (1929-1986), journaliste, manager, Grandes Eaux Noires (1959)...
- Issouf ag Maha (1962-), auteur touareg

### K
- Abdoua Kanta (1946-2017), journaliste, réalisateur, Le déraciné (1972), Halimatou (1987)...
- Hélène Kaziendé (1967-), professeur, journaliste, conteuse, romancière[2], Aydia (2006), Les fers de l’absence (2011)
- Salihu Kwantagora (1929-), auteur, compositeur, poète

### M
- Amadou Madougou (de) (1941-), homme politique
- Manou Sekou Abdoul Nasser , écrivain, poète, romancier, L'étiolement des fleurs sociales, intimités racistes, la femme commence là où l'homme s'arrête, belles épines
- Moussa Mahamadou (1956-), écrivain
- Abdoulaye Mamani (1932-1993), poète, dramaturge, homme politique, Poémérides (1972), Éboniques (1972), Sarraounia : Le drame de la reine magicienne (1980)...
- Kélétigui Mariko (de) (1921-1997), entrepreneur, écrivain, Souvenirs de la boucle du Niger. 1953–1976 (1980)...
- Djibo Mayaki (de) (1939-), dramaturge, Aoua (1965)...
- Dogo Mayaki (1953-), poète
- Fatimata Mounkaila (1944-), écrivaine et universitaire

### O
- Idé Oumarou (1937-2002), homme politique, diplomate et écrivain, Le Représentant (1984)...
- Amadou Ousmane (1948-2018), journaliste, essayiste, 15 ans, ça suffit ! (1977), Kountché par ses proches (1997)...

### R
- Oum Ramatou (1970-), romancière en langue française.

### S
- André Salifou (1942-), homme politique, diplomate et universitaire[1], Tanimoune. Drame historique en sept actes (1973)...
- Bania Mahamadou Say (1935-2005), Algaïta. Trente et un poèmes du Niger (1980)...
- Abdourahamane Soli (de) (1938-2016), juriste, homme politique, nouvelliste, dramaturge, Le Dieu impôt. Pièce en trois actes (1973)...
- Boubé Salifou, Hermeneute comparatiste et politiste, La dialectique de l'appartenance et de la distanciation. Un exemple paradigmatique : Le cousinage à plaisanterie ( 2024)

### W
- Achirou Wagé (de) (1963-), homme de théâtre), Kishin Malam Barbouillé (1994)...

### Y
- Djibo Yacouba (1923-1968), homme politique, diplomate, Le Marché noir

### Z
- Shaïda Zarumey (1938-), sociologue et poète
- Boubé Zoumé (de) (1951-1997), Les souffles du cœur, Talibo, l’enfant du quartier

## Liste chronologique

### 1900
- Boubou Hama (1906-1982), homme politique et écrivain[1]

### 1910
- Andrée Clair, née et morte en France (1916-1982), ethnographe, auteure (enfance)

### 1920
- Kélétigui Mariko (de) (1921-1997), entrepreneur, écrivain, Souvenirs de la boucle du Niger. 1953–1976 (1980)...
- Djibo Bakary (1922-1998), homme politique et écrivain
- Mahamane Dan Dobi (1923-1981), homme politique, dramaturge, L’aventure d’une chèvre (1955), La légende de Kabrin Kabra (1957)...
- Djibo Yacouba (1923-1968), homme politique, diplomate, Le Marché noir
- Ibrahim Issa (de) (1929-1986), journaliste, manager, Grandes Eaux Noires (1959)...
- Salihu Kwantagora (1929-), auteur, compositeur, poète

### 1930
- Abdoulaye Mamani (1932-1993), poète, dramaturge, homme politique, Poémérides (1972), Éboniques (1972), Sarraounia : Le drame de la reine magicienne (1980)...
- Bania Mahamadou Say (1935-2005), Algaïta. Trente et un poèmes du Niger (1980)...
- Hima Adamou (1936–2017)
- Mahamadou Halilou Sabbo (1937-), romancier, dramaturge, Aboki ou L’appel de la côte (1978)...
- Idé Oumarou (1937-2002), homme politique, diplomate et écrivain, Le Représentant (1984)...
- Abdourahamane Soli (de) (1938-2016), juriste, homme politique, nouvelliste, dramaturge, Le Dieu impôt. Pièce en trois actes (1973)...
- Shaïda Zarumey (1938-), sociologue et poète
- Djibo Mayaki (de) (1939-), dramaturge, Aoua (1965)...

### 1940
- Amadou Diado (de) (1940-), journaliste, Maimou ou le drame de l’amour (1972), Essai sur la presse écrite au Niger (1977)
- Amadou Madougou (de) (1941-), homme politique
- Moussa Mahamadou (1956-), écrivain
- Yazi Dogo (de) (1942-), homme de théâtre, Riga ba Wuya
- André Salifou (1942-), homme politique, diplomate et universitaire[1], Tanimoune. Drame historique en sept actes (1973)...
- Albert Issa (1943-1993), poète
- Fatimata Mounkaila (1944-), écrivaine et universitaire
- Ada Boureïma (1945-), journaliste, auteure, Le baiser amer de la faim (2005)

- Ousmane Amadou (1948-), poète, romancier, avocat et journaliste.
- Amadou Ousmane (1948-2018), journaliste, essayiste, 15 ans, ça suffit ! (1977), Kountché par ses proches (1997)...

### 1950
- Idé Adamou (1951-), poète et romancier
- Boubacar Hama Beidi (1951-), pédagogue, ethnographe, homme politique, La sagesse pratique. Proverbes en fulfulde transcrits, traduits, et expliqués (1991)...
- Adamou Idé (1951-), Cri inachevé (1984)...
- Boubé Zoumé (de) (1951-1997), Les souffles du cœur, Talibo, l’enfant du quartier
- Chaïbou Dan Inna (de) (1952-), homme politique, dramaturge, La Théâtralité en pays hausa (thèse)...
- Dogo Mayaki (1953-), poète
- Azonhon Faton (1957-2008), homme de théâtre, La langue mielleuse (1981)...
- Boureima Gazibo (1959-2012), postier, poète, nouvelliste, romancier, dramaturge

### 1960
- Harouna Coulibaly (écrivaine) (de) (1962-), réalisatrice, auteure
- Issouf ag Maha (1962-), auteur touareg
- Alfred Dogbé (de) (1962-2012), romancier, dramaturge, Le blâme (2001), Les conquêtes du roi Zalbarou (2002)...
- Saley Boubé Bali (1963)
- Achirou Wagé (de) (1963-), homme de théâtre), Kishin Malam Barbouillé (1994)...
- Hélène Kaziendé (1967-), professeur, journaliste, conteuse, romancière[2], Aydia (2006), Les fers de l’absence (2011)

### 1970
- Oum Ramatou (1970-), romancière en langue française